# فاسيلي ليونتييف
فاسيلي ليونتييف (بالروسية: Васи́лий Васи́льевич Лео́нтьев) (5 أغسطس 1905 — 5 فبراير 1999) اقتصادي أمريكي-سوفيتي، حائز على جائزة نوبل في الاقتصاد.
ولد عام 1905 بميونخ بألمانيا، ثم قضى فترة طفولته وصباه في سانت بطرسبرغ حيث كان والده أستاذ الاقتصاد في جامعة سانت بطرسبرغ. التحق بجامعة سانت بطرسبرغ عام 1921 حيث درس الفلسفة وعلم الاجتماع والاقتصاد وحصل على البكالوريوس في الاقتصاد عام 1924.
تابع دراساته في جامعة برلين وحصل على درجة الدكتوراه حول موضوع نظرية «Wirtschaft Als كريسلاوف» عمل في معهد الاقتصاد العالمي في جامعة كييل من 1927 إلى 1930 حيث شارك في البحوث الإحصائية لاستخلاص منحنيات العرض والطلب، ولكن هذا العمل الأكاديمي توقف في عام 1929 ثم انتقل إلى المكتب الوطني للأبحاث الاقتصادية في نيويورك في عام 1931 ثم إلى وزارة الاقتصاد في جامعة هارفارد في عام 1932 أصبح أستاذاً للاقتصاد في عام 1946.
نظّم مشروع هارفارد للابحاث الاقتصادية في عام 1948 وعمل مديراً له حتى عام 1973، وكان رئيس لجمعية هارفارد للزملاء منذ عام 1965 وقد توصل إلى أن التحليل الجزئي لا يمكن أن يوفر قاعدة عريضة بما فيه الكفاية لفهم أساسي لبنية وتشغيل النظم الاقتصادية، وتوصل في عام 1931 لصياغه نظرية التوازن العام، تلقى منحة بحثية لتجميع أول جداول المدخلات والمخرجات للاقتصاد الأمريكي (للسنوات 1919 و 1929) في عام 1932 بدأ استخدام واسع لآلة ميكانيكية للحساب في 1935، هذة الآلة ساهمت في إنتاج أول حاسوب إلكتروني عام 1943.
بعد نشره لبحثه عن بنية الاقتصاد الأمريكي في فترة (1919-1929) في عام 1941. استمر في العمل على تطوير نظرية المدخلات والمخرجات وتطبيقاتها المختلفة، وكان عضو ورئيس للرابطة الاقتصادية الأمريكية عام 1970، وعضواً ورئيساً لجمعية الاقتصاد الرياضي عام 1954، وكان أيضا عضوا في الجمعية الأمريكية للفلاسفة، والأكاديمية الأمريكية للفنون والعلوم والمعهد الإحصائي الدولي والمقارن.
حصل على العضوية الفخرية من اليابان من مركز البحوث الإقتصادية بطوكيو، كما كان عضواً بالجمعية الملكية الإحصائية وزميل في الأكاديمية البريطانية عام 1970، وعضو في معهد فرنسا عام 1968. حصل على العديد من الجوائز الفخرية من جامعة بيزا عام 1953، والدكتوراه الفخرية من جامعة بروكسل عام 1962، و«دكتوراه الجامعة» من جامعة يورك عام 1967 وحصل على رتبة فارس عام 1968، كذلك حصل على جائزة برنارد في الاقتصاد من ألمانيا الغربية عام 1970، ودكتوراه فخرية من جامعة لوفين عام 1971، ودكتوراه فخرية من جامعة باريس الأولى (السوربون) عام 1972
توفي فاسيلي ليونتييف في نيويورك عام 1999.

## روابط خارجية
- فاسيلي ليونتييف على موقع الموسوعة البريطانية (الإنجليزية)
- فاسيلي ليونتييف على موقع مونزينجر (الألمانية)
- فاسيلي ليونتييف على موقع إن إن دي بي (الإنجليزية)